# Selección femenina de baloncesto sub-16 de Inglaterra
La selección femenina de baloncesto sub-16 de Inglaterra es un equipo nacional de baloncesto de Inglaterra, administrado por Basketball England. Representa al país en las competiciones internacionales de baloncesto femenino sub-16.
El equipo participó 11 veces en el Campeonato Europeo de Baloncesto Femenino Sub-16 en la División B. Sus mejores resultados fueron los segundos puestos en 2011 y 2014. En 2012 y 2015, participaron en el Campeonato Europeo de Baloncesto Femenino Sub-16; en ambas ocasiones terminaron en el puesto 16.

## Participaciones

### Campeonato Europeo de Baloncesto Femenino Sub-16

#### División A
| Año   | Resultado             | Pos.                  |
| ----- | --------------------- | --------------------- |
| 1976  | No existía            | No existía            |
| 1991  | No existía            | No existía            |
| 1993  | No participó          | No participó          |
| 2003  | No participó          | No participó          |
| 2004  | Jugó en la División B | Jugó en la División B |
| 2011  | Jugó en la División B | Jugó en la División B |
| 2012  | Fase de grupos        | 16°                   |
| 2013  | Jugó en la División B | Jugó en la División B |
| 2014  | Jugó en la División B | Jugó en la División B |
| 2015  | Por el 15°            | 16°                   |
| 2016  | Jugó en la División B | Jugó en la División B |
| 2019  | Jugó en la División B | Jugó en la División B |
| Total | 2/16                  | 0 títulos             |

#### División B
| Año    | Resultado             | Pos.                  |
| ------ | --------------------- | --------------------- |
| / 2004 | Fase de grupos        | 8°                    |
| 2005   | Por el 3°             | 4°                    |
| 2006   | Por el 13° y 14°      | 13°                   |
| 2007   | Por el 7° y 8°        | 7°                    |
| 2008   | Por el 13° y 14°      | 13°                   |
| 2009   | Por el 11° y 12°      | 11°                   |
| 2010   | Por el 3°             | 4°                    |
| 2011   | Final                 | Medalla de plata      |
| 2012   | Jugó en la División A | Jugó en la División A |
| 2013   | Por el 7° y 8°        | 7°                    |
| 2014   | Final                 | Medalla de plata      |
| 2015   | Jugó en la División A | Jugó en la División A |
| 2016   | Por el 9°             | 10°                   |
| 2017   | Por el 17° y 18°      | 18°                   |
| 2018   | Por el 15°            | 15°                   |
| 2019   | Por el 5°             | 6°                    |
| Total  | 14/16                 | 0 títulos             |

     Jugó junto a  Escocia y Gales como parte de  Gran Bretaña

## Jugadoras

### Equipo actual
En la clasificación del Campeonato Europeo de Baloncesto Femenino Sub-16 - División B: (último equipo oficial antes de la formación de la selección femenina de baloncesto sub-16 de Gran Bretaña)
| Pos. | No. | Nombre            | Fecha de nacimiento (edad)         | Altura          |
| PG   | 4   | Charlotte Ellmore | 12 de mayo de 2000 (15 años)       | 1,74 m (5′ 9″)  |
| PG   | 5   | Loie Webb         | 27 de julio de 2000 (15 años)      | 1,69 m (5′ 7″)  |
| SG   | 6   | Hannah Jump       | 8 de enero de 2001 (15 años)       | 1,80 m (5′ 11″) |
| SF   | 7   | Holly Winterburn  | 1 de octubre de 2000 (15 años)     | 1,75 m (5′ 9″)  |
| PG   | 8   | Ashana Hinds      | 16 de mayo de 2001 (14 años)       | 1,59 m (5′ 3″)  |
| SG   | 9   | Maya Hyacienth    | 23 de septiembre de 2000 (15 años) | 1,74 m (5′ 9″)  |
| SG   | 10  | Tia Freeman       | 30 de junio de 2000 (15 años)      | 1,65 m (5′ 5″)  |
| PF   | 11  | Esther Little     | 13 de septiembre de 2001 (14 años) | 1,82 m (6′ 0″)  |
| PF   | 12  | Lauren Saa        | 19 de abril de 2001 (14 años)      | 1,76 m (5′ 9″)  |
| C    | 13  | Katie Richarda    | 18 de abril de 2000 (15 años)      | 1,86 m (6′ 1″)  |
| C    | 14  | Loren Christie    | 10 de febrero de 2001 (15 años)    | 1,84 m (6′ 0″)  |
| SG   | 15  | Shauna Harrison   | 26 de mayo de 2000 (15 años)       | 1,77 m (5′ 10″) |
| PF   |     | Alexandra Baker   | 10 de octubre de 2001 (14 años)    | 1,81 m (5′ 11″) |
| PF   |     | Shantivia Bigby   | 11 de julio de 2000 (15 años)      | 1,75 m (5′ 9″)  |
| PG   |     | Megan Haines      | 27 de septiembre de 2000 (15 años) | 1,67 m (5′ 6″)  |
| PF   |     | Caitlyn Riley     | 3 de mayo de 2001 (14 años)        | 1,80 m (5′ 11″) |
| SF   |     | Mia Sarkodee Adoo | 13 de junio de 2001 (14 años)      | 1,82 m (6′ 0″)  |
| PG   |     | Macy Spinks       | 10 de septiembre de 2000 (15 años) | 1,61 m (5′ 3″)  |